# 羅克瓦利 (愛荷華州)
羅克瓦利（英語：Rock Valley）是一個位於美國愛荷華州蘇縣的城市。

## 地理
羅克瓦利的座標為43°12′06″N 96°17′47″W / 43.20167°N 96.29639°W，而該地的平均海拔高度為381米（即1250英尺）。

## 人口
根據2010年美國人口普查的數據，羅克瓦利的面積為8.47平方千米，當中陸地面積為8.34平方千米，而水域面積為0.13平方千米。當地共有人口3354人，而人口密度為每平方千米395人。